# Whatever (canção de Oasis)
"Whatever" é uma canção da banda de rock britânica Oasis. É a décima primeira faixa do disco dois da coletânea Time Flies... 1994-2009 de 2010. Apesar disso, "Whatever" não foi lançada em nenhum álbum de estúdio oficialmente. Entretanto, não impediu que tenha sido lançada como single em 19 de dezembro de 1994.
Alcançou a terceira posição no UK Singles Chart, o primeiro single a estar entre os cinco mais ouvidos, sendo superior a cada single lançado pela banda, permanecendo em um total de 52 semanas. Depois de dezesseis anos, a canção voltou a presenciar nas paradas do Reino Unido, graças à coletânea Time Flies... 1994-2009, ficando na posição de número 64.

## Faixas[2][4]
| N.º | Título                   | Duração |  |
| 1.  | "Whatever"               | 6:21    |  |
| 2.  | "(It's Good) To be Free" | 4:21    |  |
| 3.  | "Half the World Away"    | 4:25    |  |
| 4.  | "Slide Away"             | 6:32    |  |

## Faixas (Billboard)[5]
| N.º | Título                                       | Duração |  |
| 1.  | "Whatever"                                   | 6:21    |  |
| 2.  | "(It's Good) To be Free"                     | 4:48    |  |
| 3.  | "Fade Away"                                  | 4:14    |  |
| 4.  | "Listen Up"                                  | 6:40    |  |
| 5.  | "Half the World Away"                        | 4:23    |  |
| 6.  | "I Am the Walrus" (Live at Glasgow Cathouse) | 8:16    |  |

## Paradas e posições
| Paradas (1994)                 | Melhor posição |
| ------------------------------ | -------------- |
| Suíça - Swiss Singles Chart    | 24             |
| França - SNEP                  | 15             |
| Países Baixos - Dutch Charts   | 48             |
| Suécia - Sverigetopplistan     | 10             |
| Austrália - ARIA Charts        | 40             |
| Reino Unido - UK Singles Chart | 3              |
| Paradas (2010)                 | Melhor posição |
| Reino Unido - UK Singles Chart | 64             |